# Тэнтё
Тэнтё (яп. 天長 тэнтё:, длина небес) — девиз правления (нэнго) японских императоров Дзюнна и Ниммё с 824 по 834 год .

## Продолжительность
Начало и конец эры:
- 5-й день 1-й луны 15-го года Конин (по юлианскому календарю — 8 февраля 824 года);
- 3-й день 1-й луны 11-го года Тэнтё (по юлианскому календарю — 14 февраля 834 года).

## Происхождение

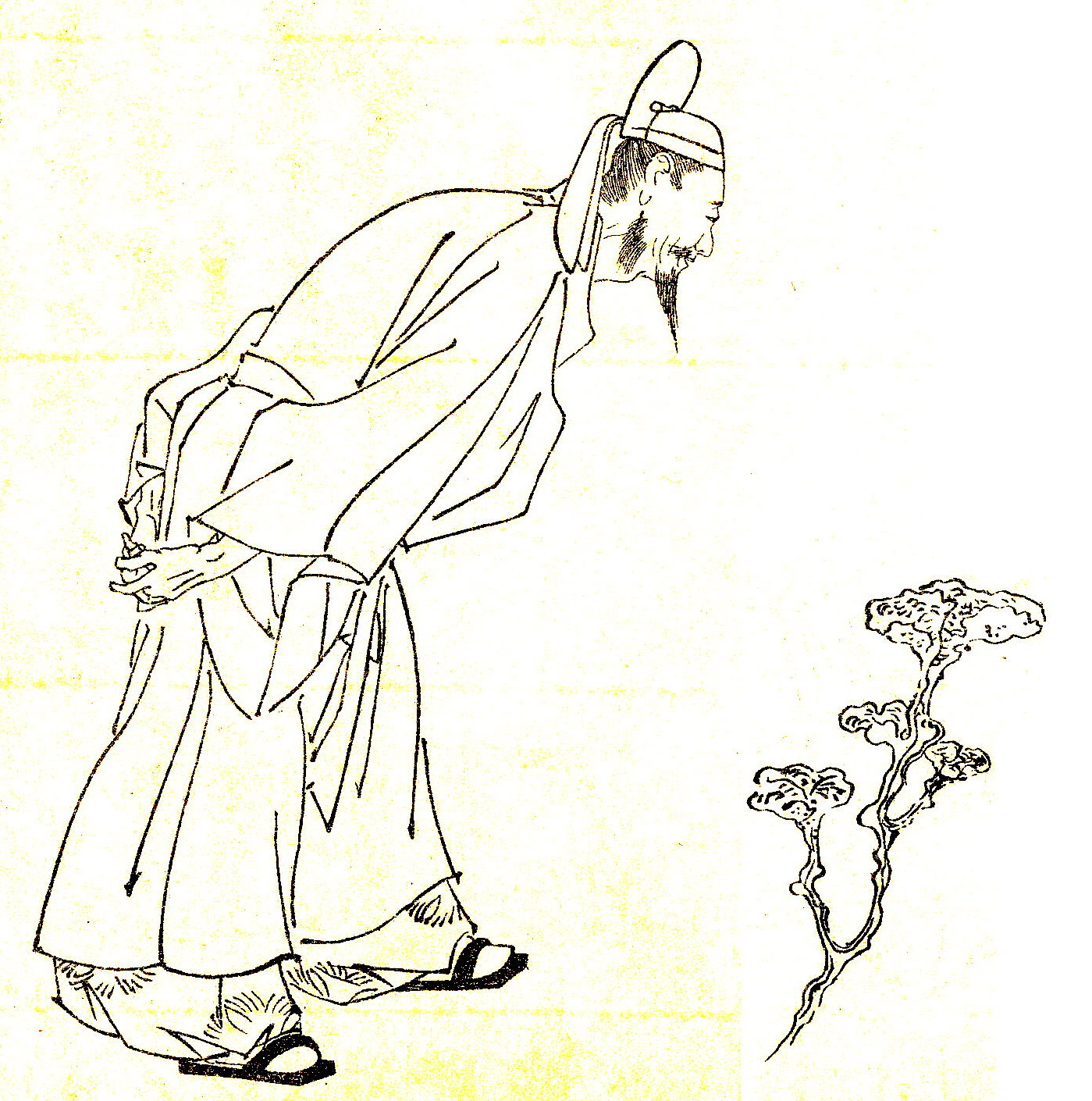
Киёхара-но Нацуно — выдающийся государственный деятель этой эпохи

Название нэнго было заимствовано у древнекитайского мыслителя Лао-цзы:「天長地久、天地所以能長且久者、以其不自生、故能長生」.

## События
- 824 год (1-й год Тэнтё) — лето выдалось засушливым, и тогда буддистский монах Кукай предложил помолиться о ниспослании дождя; спустя некоторое время земля получила живительную влагу[6];
- 824 год (7-я луна 1-го года Тэнтё) — дайдзё тэнно Хэйдзэй умер в возрасте 51 год[6];
- 825 год (11-я луна 2-го года Тэнтё) — дайдзё тэнно Сага отпраздновал свой 40-й день рождения[7];
- 826 год (11-я луна 3-го года Тэнтё) — Кукай советует императору построить пагоду рядом с То-дзи в Киото[8];
- 833 год (10-й год Тэнтё) — составление сборника комментариев основных законов страны «Рёгигэ» (яп. 令義解) аристократом Киёхарой-но Нацуно (яп. 清原夏野);

## Сравнительная таблица
Ниже представлена таблица соответствия японского традиционного и европейского летосчисления. В скобках к номеру года японской эры указано название соответствующего года из 60-летнего цикла китайской системы гань-чжи. Японские месяцы традиционно названы лунами.
| 1-й год Тэнтё (Деревянный Дракон)    | 1-я луна*      | 2-я луна   | 3-я луна  | 4-я луна*              | 5-я луна* | 6-я луна  | 7-я луна*  | 8-я луна*              | 9-я луна    | 10-я луна* | 11-я луна  | 12-я луна    |                          |
| ------------------------------------ | -------------- | ---------- | --------- | ---------------------- | --------- | --------- | ---------- | ---------------------- | ----------- | ---------- | ---------- | ------------ | ------------------------ |
| Юлианский календарь                  | 4 февраля 824  | 4 марта    | 3 апреля  | 3 мая                  | 1 июня    | 30 июня   | 30 июля    | 28 августа             | 26 сентября | 26 октября | 24 ноября  | 24 декабря   |                          |
| 2-й год Тэнтё (Деревянная Змея)      | 1-я луна       | 2-я луна*  | 3-я луна  | 4-я луна*              | 5-я луна  | 6-я луна* | 7-я луна   | 7-я луна* (високосная) | 8-я луна*   | 9-я луна   | 10-я луна* | 11-я луна    | 12-я луна*               |
| Юлианский календарь                  | 23 января 825  | 22 февраля | 23 марта  | 22 апреля              | 21 мая    | 20 июня   | 19 июля    | 18 августа             | 16 сентября | 15 октября | 14 ноября  | 13 декабря   | 12 января 826            |
| 3-й год Тэнтё (Огненная Лошадь)      | 1-я луна       | 2-я луна   | 3-я луна  | 4-я луна*              | 5-я луна  | 6-я луна* | 7-я луна   | 8-я луна*              | 9-я луна*   | 10-я луна  | 11-я луна* | 12-я луна    |                          |
| Юлианский календарь                  | 10 февраля 826 | 12 марта   | 11 апреля | 11 мая                 | 9 июня    | 9 июля    | 7 августа  | 6 сентября             | 5 октября   | 3 ноября   | 3 декабря  | 1 января 827 |                          |
| 4-й год Тэнтё (Огненная Коза)        | 1-я луна*      | 2-я луна   | 3-я луна  | 4-я луна*              | 5-я луна  | 6-я луна* | 7-я луна   | 8-я луна               | 9-я луна*   | 10-я луна  | 11-я луна* | 12-я луна    |                          |
| Юлианский календарь                  | 31 января 827  | 1 марта    | 31 марта  | 30 апреля              | 29 мая    | 28 июня   | 27 июля    | 26 августа             | 25 сентября | 24 октября | 23 ноября  | 22 декабря   |                          |
| 5-й год Тэнтё (Земляная Обезьяна)    | 1-я луна       | 2-я луна*  | 3-я луна* | 3-я луна* (високосная) | 4-я луна  | 5-я луна  | 6-я луна*  | 7-я луна               | 8-я луна    | 9-я луна*  | 10-я луна  | 11-я луна*   | 12-я луна                |
| Юлианский календарь                  | 21 января 828  | 20 февраля | 20 марта  | 18 апреля              | 17 мая    | 16 июня   | 16 июля    | 14 августа             | 13 сентября | 13 октября | 11 ноября  | 11 декабря   | 9 января 829             |
| 6-й год Тэнтё (Земляной Петух)       | 1-я луна*      | 2-я луна*  | 3-я луна  | 4-я луна*              | 5-я луна  | 6-я луна* | 7-я луна   | 8-я луна               | 9-я луна*   | 10-я луна  | 11-я луна  | 12-я луна*   |                          |
| Юлианский календарь                  | 8 февраля 829  | 9 марта    | 7 апреля  | 7 мая                  | 5 июня    | 5 июля    | 3 августа  | 2 сентября             | 2 октября   | 31 октября | 30 ноября  | 30 декабря   |                          |
| 7-й год Тэнтё (Металлическая Собака) | 1-я луна       | 2-я луна*  | 3-я луна* | 4-я луна               | 5-я луна  | 6-я луна* | 7-я луна*  | 8-я луна               | 9-я луна*   | 10-я луна  | 11-я луна  | 12-я луна    | 12-я луна (високосная) * |
| Юлианский календарь                  | 28 января 830  | 27 февраля | 28 марта  | 26 апреля              | 26 мая    | 25 июня   | 24 июля    | 22 августа             | 21 сентября | 20 октября | 19 ноября  | 19 декабря   | 18 января 831            |
| 8-й год Тэнтё (Металлическая Свинья) | 1-я луна       | 2-я луна*  | 3-я луна* | 4-я луна               | 5-я луна* | 6-я луна* | 7-я луна   | 8-я луна               | 9-я луна*   | 10-я луна  | 11-я луна  | 12-я луна    |                          |
| Юлианский календарь                  | 16 февраля 831 | 18 марта   | 16 апреля | 15 мая                 | 14 июня   | 13 июля   | 11 августа | 10 сентября            | 10 октября  | 8 ноября   | 8 декабря  | 7 января 832 |                          |
| 9-й год Тэнтё (Водяная Крыса)        | 1-я луна       | 2-я луна*  | 3-я луна* | 4-я луна*              | 5-я луна  | 6-я луна* | 7-я луна*  | 8-я луна               | 9-я луна*   | 10-я луна  | 11-я луна  | 12-я луна    |                          |
| Юлианский календарь                  | 6 февраля 832  | 7 марта    | 5 апреля  | 4 мая                  | 2 июня    | 2 июля    | 31 июля    | 29 августа             | 28 сентября | 27 октября | 26 ноября  | 26 декабря   |                          |
| 10-й год Тэнтё (Водяной Бык)         | 1-я луна*      | 2-я луна   | 3-я луна  | 4-я луна*              | 5-я луна* | 6-я луна  | 7-я луна*  | 7-я луна* (високосная) | 8-я луна    | 9-я луна*  | 10-я луна  | 11-я луна    | 12-я луна*               |
| Юлианский календарь                  | 25 января 833  | 23 февраля | 25 марта  | 24 апреля              | 23 мая    | 21 июня   | 21 июля    | 19 августа             | 17 сентября | 17 октября | 15 ноября  | 15 декабря   | 14 января 834            |
| 11-й год Тэнтё (Деревянный Тигр)     | 1-я луна       | 2-я луна   | 3-я луна* | 4-я луна               | 5-я луна* | 6-я луна  | 7-я луна*  | 8-я луна*              | 9-я луна    | 10-я луна* | 11-я луна  | 12-я луна    |                          |
| Юлианский календарь                  | 12 февраля 834 | 14 марта   | 13 апреля | 12 мая                 | 11 июня   | 10 июля   | 9 августа  | 7 сентября             | 6 октября   | 5 ноября   | 4 декабря  | 3 января 835 |                          |

* звёздочкой отмечены короткие месяцы (луны) продолжительностью 29 дней. Остальные месяцы длятся 30 дней.